# 1295
1295 (MCCXCV) fue un año común comenzado en sábado del calendario juliano.

## Acontecimientos
- 12 de junio - El rey Jaime II de Aragón es nombrado por el papa Bonifacio VIII rey de Cerdeña y Córcega.
- 20 de junio - Tratado de Anagni: Reversión del Reino de Mallorca a Jaime II de Aragón.
- 23 de octubre - Se firma la Auld Alliance, una serie de tratados firmados por Juan de Balliol, rey de Escocia y Felipe IV el Justo, rey de Francia.
- Felipe IV de Francia y el papa Bonifacio VIII comienzan a tener divergencias.
- Jayavarman VIII del Imperio Jemer en Camboya abdica.
- Marco Polo regresa a Italia de sus viajes en China.
- Eduardo I de Inglaterra convoca el Parlamento modelo.
- Fernando IV el Emplazado es proclamado rey de Castilla y León tras la defunción de su padre, Sancho IV el Bravo.
- Cortes de Valladolid de 1295.

## Nacimientos
- Andrea Pisano, orfebre, escultor y arquitecto italiano

## Fallecimientos
- 25 de abril - Sancho IV de Castilla, rey de Castilla y León.